# 那夏理
那夏理（英語：Harriet Newell Noyes，1844年3月5日—1924年1月16日），教育家，作家，美北长老会遣華女传教士，在華傳教逾50年。廣東省首間女子書院真光书院的创始人。

## 生平
1844年3月5日，那夏理出生在美國俄亥俄州。其父Varnum Noyes（1804 - 1888）為长老会牧师，那夏理在弟兄姊妹十人中排行第六。1868年1月，美北长老会派遣那夏理来到广州芳村，不久後她就能说流利的粵語。
1870年，她開始籌備創辦真光書院，並於兩年後的1872年6月16日在廣州沙基金利埠创办首間女子書院真光书院。在此期間她動用了所籌集的1000美金。那夏理向30位女性（其中10位已婚）發出免費教育的邀請，但由於受重男輕女思想影響，只有6位女性（3位已婚）前往真光書院學習。1875年，書院因火災被毀，重建的校舍狹小，那夏理決定將校舍迁至仁济街，用教會的差款再度建設新校舍。學堂從三年學制發展制九年學制，1878年有30餘位學生，1887年有100餘位，1894年已經有200位學生。1909年改称真光中学堂，1911年更名私立真光女子中学。1916年，那夏理回美休假，並得到北美長老會的捐資籌建真光白鶴洞校區，1917年白鹤洞校區落成，中學部遷入，原址留作小学部。1919年，真光中學首屆畢業禮舉行。
1919年，那夏理出版了《遠地之光：真光神學院45年，1872年－1917年》（英語：A Light in the Land of Sinim: Forty-Five Years in the True Light Seminary, 1872-1917）。1923年5月，那夏理在返美之際收到了孫中山秘書陳友仁代寫的信，信中稱孫中山感謝她在真光神學院內教導6000餘名學生的努力。1924年1月16日，在美国逝世。

## 影響
在那夏理來華的50年間，她培育了286名老師、114名醫生和30餘名護士。那夏理創辦真光書院，首開廣東女學風氣之先，打破女子無學校教育的落後狀態，使女子邁出從走出閨閣、接受教育到服務社會的一大步，為廣東近代女子教育的轉型奠定基礎，並為之後開辦的廣東女校培養了師資和人才，推進了廣東女子教育近代化的進程。
1949年，在第二次國共內戰的影響下，真光中學遷往香港，並更名為九龍真光中學，後發展出香港真光書院、真光女書院和香港真光中學。而廣州戰鬥後當局接管了校舍另立學校，並在文化大革命時期将真光中學原白鶴洞校址更名為廣州市第二十二中學，1984年更名為廣州市真光中學。上述“真光系”學校均尊稱那夏理為“校祖”。

## 著作
她所著的書籍《美北長老會華南傳教史，1845年—1920年》在她離世後的1927年被出版。